# Oracular Spectacular
Oracular Spectacular —en castellano: Espectacular oráculo— es el álbum debut de la banda MGMT tras Climbing To New Lows y el primero con una multinacional. El álbum fue lanzado primero en formato digital el 2 de octubre de 2007 y más tarde, el 22 de enero de 2008, lanzado definitivamente en formato CD mediante Columbia y Sony.
El primer sencillo extraído del trabajo, "Time to Pretend" consiguió un gran éxito en las listas estadounidenses y británicas, especialmente, y critica los tópicos de las estrellas de rock con sus desfases habituales tales como modelos, drogas y muerte entre vómitos. Por su parte, "Electric Feel", el segundo sencillo del disco, también logró grandes críticas y éxitos, mejorando incluso los números de la banda en las listas británicas con "Time to Pretend".
La web Pitchfork Media comparó a MGMT con Mew, pero con un sonido británico de comienzos de los 90. Con respecto a las comparaciones con otras bandas y al géneros en que se definen el dúo de MGMT, Ben Goldwasser aseguró que sus intenciones fueron "escoger un género como el pop psicodélico y que en el álbum trabajásemos exclusivamente en él. Había muchas cosas con las que queríamos experimentar, pero no había nada planeado ni es éste un gran disco conceptual o algo así".
La revista Rolling Stone lo posicionó en el puesto #494 en su lista de los 500 mejores álbumes de todos los tiempos. Después, en 2013, fue posicionado en el número 57 en "Los 100 mejores álbumes debut de todos los tiempos".

## Listado de canciones
Todas las canciones escritas y compuestas por Andrew VanWyngarden y Ben Goldwasser. 
| Oracular Spectacular |                              |          |  |
| N.º                  | Título                       | Duración |  |
| 1.                   | «Time to Pretend»            | 4:21     |  |
| 2.                   | «Weekend Wars»               | 4:12     |  |
| 3.                   | «The Youth»                  | 3:48     |  |
| 4.                   | «Electric Feel»              | 3:49     |  |
| 5.                   | «Kids»                       | 5:02     |  |
| 6.                   | «4th Dimensional Transition» | 3:58     |  |
| 7.                   | «Pieces of What»             | 2:43     |  |
| 8.                   | «Of Moons, Birds & Monsters» | 4:46     |  |
| 9.                   | «The Handshake»              | 3:39     |  |
| 10.                  | «Future Reflections»         | 4:02     |  |
| 40:30                |                              |          |  |

| Edición para Japón |                                                     |          |  |
| N.º                | Título                                              | Duración |  |
| 16.                | «Time To Pretend» (Jorge Elbrecht of Violens Remix) | 4:30     |  |

- "Time to Pretend" aparece originalmente en Time to Pretend EP
- "Kids" aparece originalmente en We (Don't) Care y Time to Pretend EP.

El álbum acupa el puesto número 494 en la lista los 500 mejores álbumes de todos los tiempos según la revista Rolling Stone

## Posición en listas
| Gráfico (2008)               | Máxima posición | Certificación | Ventas físicas          |
| ---------------------------- | --------------- | ------------- | ----------------------- |
| Australian ARIA Albums Chart | 6               | Platino       | 70,000+[cita requerida] |
| Bélgica (Flandes)            | 10              | Oro           | 15 000+[cita requerida] |
| Bélgica (Valonia)            | 55              | Oro           | 15 000+[cita requerida] |
| Canadá                       | 24              | Oro           | 50 000+[cita requerida] |
| Países Bajos                 | 45              |               |                         |
| Francia                      | 22              | Silver        | 65 480[cita requerida]  |
| Irlanda                      | 5               | 2× Platino    | 30 000+[cita requerida] |
| Italian Albums Chart         | 85              |               |                         |
| Japón                        | 161             |               |                         |
| México                       | 74              |               |                         |
| Nueva Zelanda                | 13              | Oro           | 7500+[cita requerida]   |
| Suiza                        | 68              |               |                         |
| Reino Unido                  | 8               | Platino       | 567 696                 |
| EE. UU. Billboard 200        | 38              | Oro           | 596 000+                |

| Fin de año (2008) | Posición |
| ----------------- | -------- |
| Australia         | 16       |
| Francia           | 77       |
| Reino Unido       | 65       |